# Los Mochis
Los Mochis is een stad in de Mexicaanse deelstaat Sinaloa. Los Mochis heeft 231.977 inwoners (census 2005) en is de hoofdplaats van de gemeente Ahome. Los Mochis is vooral bekend omdat het het eindpunt is van de Chihuahua al Pacificospoorlijn.
In de 19e eeuw werd op de plaats van Los Mochis een utopistische kolonie gesticht door Albert K. Owen. In 1893 werd de werkelijke stad gesticht door de Amerikaanse zakenman Benjamin Johnston, die in de omgeving suikerrietplantages bezat. Nog steeds is de omgeving van Los Mochis een belangrijke suikerexporteur.

## Geboren
- Francisco Labastida (1942), politicus
- Enrique Jackson (1945-2021), politicus
- Laura Harring (1964), actrice
- Omar Bravo (1980), voetballer